# 29 (szám)
A 29 (római számmal: XXIX) egy természetes szám, prímszám.

## A szám a matematikában
A tízes számrendszerbeli 29-es a kettes számrendszerben 11101 , a nyolcas számrendszerben 35 , a tizenhatos számrendszerben 1D alakban írható fel.
A 29 páratlan szám, prímszám, azon belül az Eisenstein-egészek körében Eisenstein-prím, valamint Sophie Germain-prím (mivel a 2 · 29 + 1 = 59 is prímszám) és primoriálisprím. Jó prím. Ikerprím, prímpárja 31. Pell prím, Pillai-prím. Normálalakban a 2,9 · 101 szorzattal írható fel.
Perrin-prím. Markov-szám. Egy 6 hosszúságú prímhézag után az első prím.
Két szám valódiosztó-összegeként áll elő, ezek a 115 és a 187.
A 29-es szám szerepel a (20; 21; 29) pitagoraszi számhármasban.
Az első 29 pozitív egész szám összege (vagyis a 29. háromszögszám) 435, e 29 szám szorzata (azaz a 29 faktoriálisa): 29! = 8,84176199373970 · 1030.
A 29 négyzete 841, köbe 24 389, négyzetgyöke 5,38516, köbgyöke 3,07232, reciproka 0,034483. A 29 egység sugarú kör kerülete 182,21237 egység, területe 2642,07942 területegység; a 29 egység sugarú gömb térfogata 102 160,4043 térfogategység.
A 29 helyen az Euler-függvény helyettesítési értéke 28, a Möbius-függvényé −1, a Mertens-függvényé −2.

## A szám mint sorszám, jelzés
A periódusos rendszer 29. eleme a réz.